# 24 de fevereiro nos Jogos Olímpicos de Inverno de 2010
O dia 24 de fevereiro foi o décimo terceiro dia de competições dos Jogos Olímpicos de Inverno de 2010. Neste dia foram disputadas competições de oito esportes. Das seis finais programadas para o dia, a do slalom gigante feminino do esqui alpino foi adiada para o dia seguinte em função do mau tempo.

## Esportes
| - Bobsleigh - Curling - Esqui alpino - Esqui cross-country | - Esqui estilo livre - Hóquei no gelo - Patinação de velocidade - Patinação de velocidade em pista curta |

## Resultados

### Bobsleigh
O Canadá, que nunca havia conquistado uma medalha nas duplas femininas, fica com o ouro e a prata após as quatro descidas. Kaillie Humphries e Heather Moyse, do trenó Canadá 1, é a dupla mais rápida, e Helen Upperton e Shelley-Ann Brown terminam com 0,85 segundo a mais na soma dos tempos. O bronze vai para os Estados Unidos 2, formado por Erin Pac e Elana Meyers.

### Curling
No único jogo do dia, a Suécia derrota a Grã-Bretanha no end desempate e se classifica para enfrentar o Canadá nas semifinais do torneio masculino.

### Esqui alpino
A prova do slalom gigante feminino, composta por duas descidas geralmente realizadas no mesmo dia, é dividida devido às más condições do tempo durante todo o dia, que ficaram ainda piores depois da primeira descida. Elisabeth Georgl, da Áustria, terminou com o melhor tempo. A brasileira Maya Harissson participou do evento, mas se desequilibrou, perdeu uma das portas e foi eliminada na primeira descida.

### Esqui cross-country
Uma forte nevasca atuou durante quase todo o revezamento masculino, vencido pela Suécia com 1h45min05s. A equipe da Noruega ficou com a prata e a República Checa com o bronze.

### Esqui estilo livre
A australiana Lydia Lassila derrotou as chinesas Nina Li e Xinxin Guo e ficou com o ouro nos aerials. Com essa medalha, o país já possui sua melhor campanha na história dos Jogos Olímpicos de Inverno.

### Hóquei no gelo
Nas quartas-de-final do torneio masculino, os Estados Unidos derrotaram a Suíça por 2 a 0, fechando o placar a poucos segundos do fim do jogo. Nas semifinais, o time americano enfrentará a Finlândia, que venceu a República Checa por 2 a 0.
O Canadá venceu a Rússia por 7 a 3 e também garantiu vaga nas semifinais, nas quais enfrentará a Eslováquia, que derrotou a atual campeã olímpica Suécia por 4 a 3.

### Patinação de velocidade
A recordista mundial Martina Sáblíková, da República Checa, venceu os 5000 m feminino, conquistando sua terceira medalha em Vancouver, após um ouro nos 3000 m e um bronze nos 1500 m. Stephanie Beckert, da Alemanha, ficou novamente atrás de Sáblíková (assim como nos 3000 m) e ganhou sua segunda medalha de prata. O bronze foi para a canadense Clara Hughes.

### Patinação de velocidade em pista curta
No revezamento 3000 m feminino, as equipes da Coreia do Sul e da China disputaram a vitória até o fim, com as coreanas terminando na frente. Entretanto, após vários minutos de espera, os árbitros decidiram mudar o resultado da final, por considerar que, na última parte da prova, a coreana Seung-Hi Park interferiu na trajetória da chinesa Yang Zhou. Com a desclassificação de toda a equipe coreana, a China ficou com o ouro, o Canadá e os Estados Unidos com o bronze. Na comemoração, o rosto de Hui Zhang foi atingido pelo patim de uma companheira e teve o rosto cortado levemente.

## Campeões do dia
Esses foram os "campeões" (medalhistas de ouro) do dia:
| Medalhas de ouro                       | Medalhas de ouro              | Medalhas de ouro                                                 | Medalhas de ouro    | Medalhas de ouro |
| Modalidades                            | Categoria                     | Atleta (s)                                                       | País                | Ref.             |
| -------------------------------------- | ----------------------------- | ---------------------------------------------------------------- | ------------------- | ---------------- |
| Bobsleigh                              | Duplas femininas              | Kaillie Humphries Heather Moyse                                  | CAN Canadá          | [ 2 ]            |
| Esqui cross-country                    | Revezamento 4x10 km masculino | Daniel Richardsson Anders Soedergren Marcus Hellner Johan Olsson | SWE Suécia          | [ 12 ]           |
| Esqui estilo livre                     | Aerials feminino              | Lydia Lassila                                                    | AUS Austrália       | [ 5 ]            |
| Patinação de velocidade                | 5000 m feminino               | Martina Sablikova                                                | CZE República Checa | [ 10 ]           |
| Patinação de velocidade em pista curta | Revezamento 3000 m feminino   | Linlin Sun Meng Wang Hui Zhang Yang Zhou                         | CHN China           | [ 11 ]           |

## Líderes do quadro de medalhas ao final do dia 24
País sede destacado. Ver quadro completo.
| Ordem | País               | Medalha de ouro | Medalha de prata | Medalha de bronze |    |
| ----- | ------------------ | --------------- | ---------------- | ----------------- | -- |
| 1     | GER Alemanha       | 7               | 10               | 7                 | 24 |
| 2     | USA Estados Unidos | 7               | 9                | 12                | 28 |
| 3     | CAN Canadá         | 7               | 6                | 2                 | 15 |
| 4     | NOR Noruega        | 6               | 6                | 6                 | 18 |
| 5     | SUI Suíça          | 6               |                  | 2                 | 8  |